# Chlidichthys foudioides
Chlidichthys foudioides, thường được gọi là cá đạm bì Fody, là một loài cá biển thuộc chi Chlidichthys trong họ Cá đạm bì. Loài này được mô tả lần đầu tiên vào năm 2004.
Từ foudioides trong tên của loài này có nghĩa là "phía trên đầu".

## Phân bố và môi trường sống
C. foudioides phân bố ở phía tây Ấn Độ Dương, và chỉ được tìm thấy duy nhất tại đảo Rodrigues của Mauritius. C. foudioides thường sống xung quanh các rạn san hô ở độ sâu khoảng 18 – 20 m.

## Mô tả
C. foudioides trưởng thành dài khoảng 4 cm. Mõm và phần dưới đầu của C. foudioides có màu đỏ xám hoặc cam. Lưng có màu xanh tím sẫm. Ngực có màu lục hoặc hồng xám. Mống mắt màu hồng tím. Bụng màu lam nhạt hoặc cẩm quỳ. Vây ngực màu xanh lục hoặc vàng. Vây bụng màu hơi hồng. Vây lưng và vây hậu môn có màu xám nhạt. Đuôi màu xám ôliu.
Số ngạnh ở vây lưng: 2; Số vây tia mềm ở vây lưng: 22 - 23; Số ngạnh ở vây hậu môn: 2 - 3; Số vây tia mềm ở vây hậu môn: 12 - 14; Số vây tia mềm ở vây bụng: 17 - 19; Số ngạnh ở vây bụng: 1; Số vây tia mềm ở vây bụng: 4.
Thức ăn của C. foudioides có lẽ là rong tảo và các sinh vật phù du nhỏ.